# Zirconolita
Zirconolita é um mineral, titanato de zircônio e cálcio; fórmula CaZrTi2O7. Alguns exemplos do mineral podem também conter tório, urânio, cério, nióbio e ferro; a presença de tório e/ou urânio podem tornar o mineral radioativo.
Apresenta-se com cor preta ou marrom.